# Casino du Liban
 (mai 2022).
Si vous disposez d'ouvrages ou d'articles de référence ou si vous connaissez des sites web de qualité traitant du thème abordé ici, merci de compléter l'article en donnant les références utiles à sa vérifiabilité et en les liant à la section « Notes et références ».

Le Casino du Liban est un casino situé à Maameltein dans le caza du Kesrouan, tout près de Jounieh au Liban, et situé à 22 km au nord de Beyrouth.

## Histoire

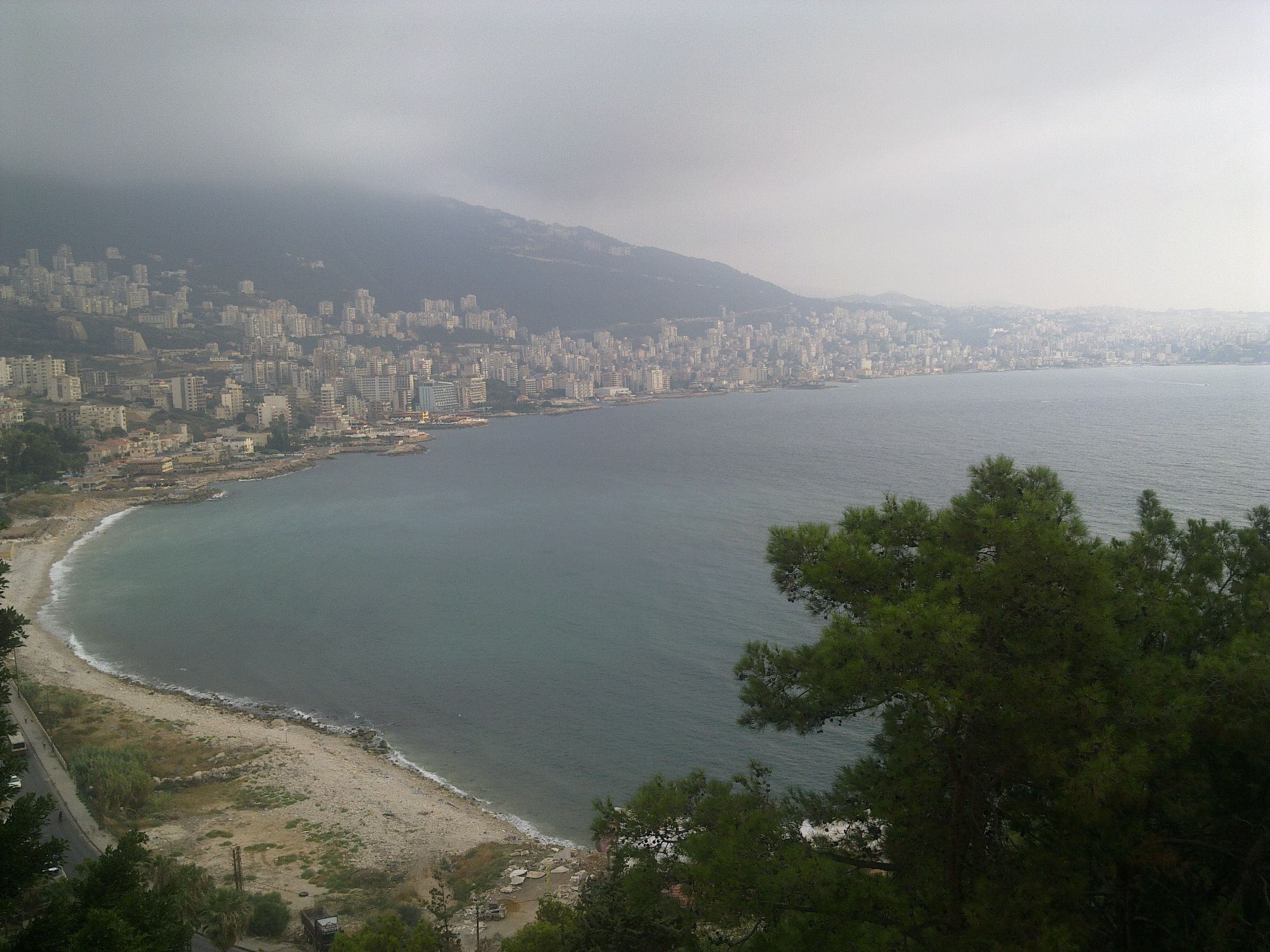
Vue du Casino du Liban en 2011.

Le casino a ouvert pour la première fois ses portes le 17 décembre 1959 puis a fermé en 1989.
Il a été créé par Victor Moussa, Albert Menassah et Émile Kharrat qui obtenait une concession de trente ans et le monopole des jeux de hasard.
Le Casino du Liban a obtenu la licence de jeu exclusive du Liban le 29 juillet 1957 alors que le pays est en plein essor grâce au tourisme notamment. On y vient du monde entier et le Casino du Liban devient vite en haut du classement des places to be.
Les personnalités se pressent au Casino du Liban comme Sacha Distel, Charles Trenet, Gilbert Bécaud, Dalida, Najwa Fouad, Charles Aznavour, le mime Marceau, les Frères Jacques, les Frères Rahbani, Feyrouz, Shirley Bassey, Jacques Brel, Richard Anthony, Raymond Devos, Josephine Baker, Amalia Rodriguez, Joe Dassin, Michel Sardou, Serge Lama, Gérard Lenorman, Robert Hossein, Pierre Cardin, Gilbert Bécaud, Jean Piat, Géraldine Chaplin et tant d'autres.
Entre 1960 et 1965, le casino organise le concours Miss Europe, une première car l'évènement n'aura donc pas lieu sur le continent européen.
Dès la guerre civile de 1975, les choses ont radicalement changé. Les visiteurs du monde entier avaient déserté les lieux. Le casino a maintenu son activité par intermittence jusqu’à ce qu’il soit gravement endommagé en 1989. Il a alors fermé cessant toutes activités.
Il a été rouvert en 1996 après un projet de reconstruction et de rénovation qui s'élevait à 50 millions de dollars américains. L'inauguration par le Président libanais Elias Hraoui  le 4 décembre 1996 avec plus de 1000 invités marquait une nouvelle ère.
Le Casino du Liban est devenu la destination préférée des joueurs, des amateurs de théâtre, des admirateurs d’art, des mélomanes et des épicuriens. Il a été surnommé le Monte Carlo du Moyen-Orient,.
Comme partout dans le monde, le Casino du Liban ferme ses portes en mars 2020 pour éviter la propagation du Coronavirus.
En 2024, le Casino du Liban est la propriété d'Intra Bank à 52 % (Banque Centrale du Liban, gouvernement Koweitien, gouvernement du Qatar , gouvernement du Liban), d'investisseurs privés à 32 %, d'Abela Tourism à 15 % et de Development Company ATDC à 5 %. Il est dirigé par Roland El Khoury.

## Description
Avec une aire de jeu qui occupe 35 000 m², le casino a plus de 400 machines à sous et 60 tables de jeu. Il comporte un showroom, une boîte de nuit, un théâtre, un banquet et cinq restaurants dont un sur la terrasse du Casino surplombant la baie de Jounieh.

## Roulette géante
Le Casino du Liban a établi un record mondial avec la plus grande roulette au monde, officiellement certifiée par le Guinness Book of World Records lors d'une cérémonie officielle qui a eu lieu le samedi 16 décembre 2017, au cours de laquelle son représentant a remis le certificat au PDG du Casino du Liban, Roland el-Khoury, en présence des médias et de personnalités politiques et sociales.
Cette roulette a été fabriquée par la Société MasterGroup. Elle est constituée de 37 boîtes lumineuses en aluminium formant un diamètre de 8,75 mètres et suspendue au dôme du lobby du casino d'une hauteur de 12 mètres et d'un diamètre de 13,8 mètres. Interactive, avec effets lumineux et sonores, elle est activée à distance par un poussoir pour lancer le pari. Cette roulette « gagnante » est en outre reliée à une table de roulette standard, placée au sol, sous la voûte, et dont le déclenchement du cylindre provoque automatiquement sa rotation.
La fabrication a duré plusieurs semaines. Le grand défi a été de la monter sur place, pièce par pièce, dans le lobby du casino avant de la soulever avec toutes les précautions possibles et de la suspendre au dôme. Une opération très délicate qui a duré quelque 18 heures sans interruption possible. La roulette est encore utilisée dans un cadre purement promotionnel. Son intégration aux tables de jeux du casino requiert une approbation officielle du ministère des Finances.

## Dans la culture populaire
Dans le film Le Faussaire (film) (1981), Volker Schlöndorff y montre un usage ambigu du Phoenicia InterContinental Hotel, qui fut impliqué dans la bataille, les personnages semblent y loger alors qu'il était déjà sévèrement affecté par la bataille des Hôtels. En fait, les scènes tournées le furent au Casino du Liban.